# 温多尔尼奥洛克
温多尔尼奥洛克，是匈牙利佐洛州所辖的一个村，总面积4.49平方公里，总人口85，人口密度18.9人/平方公里（2010年1月1日）。